# هيو سبنسر دانيال
هيو سبنسر دانيال (بالإنجليزية: Hugh Spencer Daniel)‏ هو عسكري أمريكي، ولد في 26 ديسمبر 1923 في تشاتانوغا في الولايات المتحدة، وتوفي في 1942.